# تكوين قاري
التكوين القارّي أو حركات إبيروجينيتك هو الارتفاع والانخفاض المتزامنان للقارات، واللذان يحافظان على توازن القشرة الأرضية.